# محوطه برج سر بریده
محوطه برج سر بریده مربوط به دوران‌های تاریخی پس از اسلام است و در شهرستان بیجار، بخش چنگ الماس، روستای گراچغا واقع شده و این اثر در تاریخ ۱۰ دی ۱۳۸۱ با شمارهٔ ثبت ۶۹۳۶ به‌عنوان یکی از آثار ملی ایران به ثبت رسیده است.